# Hevonkenkä
Hevonkenkä är en halvö i en havsvik i kommunen Masko och landskapet Egentliga Finland, i den sydvästra delen av landet, 170 km väster om huvudstaden Helsingfors. Ytan är omkring 17 hektar.